# Stato di Damasco
Lo Stato di Damasco (in francese État de Damas, in arabo دولة دمشق‎?) è stato uno stato creato nel 1920, dopo la conferenza di Sanremo e la sconfitta del regno di Siria in seguito alla guerra franco-siriana, dal generale francese Henri Gouraud in qualità di Commissario per il Levante, applicando le regole del mandato francese della Siria.

## Storia
Lo stato fu creato il 3 settembre 1920 dal generale Henri Gouraud ed era composto dalla città omonima Damasco e dai territori circostanti nonché dalle città Homs e Hama e la valle del fiume Oronte. Come governatore fu scelto Haqqi al-Azm. Il 1º maggio 1921, per favorire la minoranza drusa, i territori da essa popolati ottennero dalla Francia piena autonomia e costituirono lo stato del Gebel Druso.
Il 28 giugno 1922 fu creata la Federazione siriana. Lo stato di Damasco, insieme agli stati di Aleppo e degli Alauiti, divennero stati federati all'interno della più grande federazione. Quando la federazione cessò di esistere il 1º gennaio 1925, i già stati federati di Damasco e Aleppo formarono lo stato di Siria.

## Religione
Secondo il censimento francese del 1921–1922 queste erano le religioni professate nei territori dello stato di Damasco:
| Religione   | Fedeli  | Percentuale |
| ----------- | ------- | ----------- |
| Sunniti     | 447 000 | 75,1%       |
| Cristiani   | 67 000  | 11,3%       |
| Altri       | 49 000  | 8,2%        |
| Duodecimani | 9 000   | 1,5%        |
| Ismailismo  | 8 000   | 1,3%        |
| Ebrei       | 6 000   | 1,1%        |
| Alauiti     | 5 000   | 0,8%        |
| Drusi       | 4 000   | 0,7%        |
| Totale      | 595 000 | 100%        |